# Dacalana cotys
Dacalana cotys (Hewitson, 1865) è un lepidottero diurno appartenente alla famiglia Lycaenidae, diffuso in Asia.

## Distribuzione e habitat
Vive prevalentemente in Asia sudorientale, in India, Nepal settentrionale, Bhutan, Myanmar e Thailandia.

## Tassonomia
La farfalla era stata precedentemente classificata come Pratapa cotys, Ancema cotys e Camana cotys.